# Amblopusa alaskana
Amblopusa alaskana är en skalbaggsart som beskrevs av Kee-Jeong Ahn och Ashe 1996. Amblopusa alaskana ingår i släktet Amblopusa och familjen kortvingar. Inga underarter finns listade i Catalogue of Life.